# 複雑系経済学
複雑系経済学（ふくざつけいけいざいがく, Complexity economics）とは、経済を複雑系として捉える経済学のアプローチである。

## 概説
複雑系経済学は、経済学への単なる新しい視点の導入ではなく、経済学自体の根底からの改造を目指している。複雑系経済学はそのための基礎理論であり、合理性の限界のもとで地球大の複雑システム(複雑系)がいかに作動するかを解明する経済学である。

### 解説
複雑系経済学は一般に非線形で、要素間の相互依存性が強い系は複雑系となる可能性がある。特に経済学にとっては要素の数が多いことや収穫逓増現象が重要である。また、経済成長における初期値依存性もカオスを生み出し、複雑系となる。
要素の数が多いとき、個人は必ずしも最適な選択を行うことが時間的な制約の理由によりできない。これでは通常の経済学が想定するような完全合理性が成立せず、経済主体は限定合理性の下で行動することになると考えられる。また、動態的な意味での収穫逓増が成立するときには、最終的な均衡の状態が唯一ではなく、0、ないしは複数ということもあり得る。複数の均衡が存在する場合、どの均衡に到達するかは初期状態、経済主体の予想などの要因によって決定する。これを経路依存性という。さらに、最終的な均衡もパレート最適であるとは限らない。
経済の複雑度を測る指数としてMITメディアラボで研究されている経済複雑性指標Economic Complexity Indexがある。MITメディアラボの関連したビジュアライゼーションウェブサイトにen:The Observatory of Economic Complexityがある。

## 経済行動
新古典派経済学は、経済人が固有の選好をもち、予算制約の中でそれを最大化すると仮定する。しかし、この仮定には現実性がない(ハーバート・サイモンの限定合理性)。通常のプログラムで計算するとすれば、財の種類数が100を超える程度で計算可能性の限界を超える。現実の経済には、その最適化が手におえない問題となる事例に溢れている。そのため、経済学は経済行動の基礎の基礎にある定式化の再定義を求められる。それが定型行動、ルーティン行動と呼ばれている行動である。

### 定型行動の一般形
吉田民人は、意味の諸パタンを分析してCD変換論を唱えた。これは認知的意味(cognitive meaning)を指令的意味(directive meaning)に変換する行動である。

## システム理論
世界大のネットワークである人間の経済がいかなる原理で作動しているかについて、新古典派経済学は一般均衡(:en:General equilibrium theory)によると説明する。現にフランク・ハーン(:en:Frank Hahn)は、一般均衡理論は、｢社会過程の一般的理解について経済思想がなしえたもっとも重要な知的貢献
である」と豪語した。しかし、一般均衡理論の経済学としての妥当性については、新古典派推理経済学から出発したAlan P. Kirmanほかが否定的見解を打ち出している。これに対し、Shiozawa, Y., Morioka, M., and Taniguchi (2019) Microfoundations of Evolutionary Economics. Springer, Tokyo は限定合理性のもとにある経済主体が価格調節(第2章)と数量調節(第4章)の2原理により規模の大きさに関係なく作動することを証明した。 

## 複雑系の経営学
企業や組織は複雑系である。ハーバート・サイモン(Herbert A. Simon)の『経営行動』、ジェームズ・マーチ(James G. March)の『オーガニゼーションズ』(サイモンと共著)は、すべて企業や組織は複雑系であるとの判断に立っている。このため、経営学と新古典派経済学とは多くの場合、矛盾した結論を導く。年度ノーベル経済学賞をもらったElenor Ostromは、まったく別の観点から社会経済は複雑系であり、それにふさわしいカバナンスが必要であると唱えている。
複雑系の考え方の組織経営への応用については、Boulton, Allen and Bowman (2015) Embracing Complexity: Strategic perspective for an age of turbulence. Oxford University Press,Oxford.などを見よ。

## 関連書籍
- 塩沢由典 『市場の秩序学 - 反均衡から複雑系へ』 筑摩書房、1990年9月。ISBN 978-4-480-85555-8。
  - のち文庫化。『市場の秩序学』 筑摩書房〈ちくま学芸文庫〉、1998年4月9日。ISBN 978-4-480-08417-0)
- 塩沢由典 「複雑系経済学の現在」、塩沢由典責任編集 『経済学の現在 1』 日本経済評論社〈経済思想 第1巻〉、2004年11月、pp. 53-125。ISBN 978-4-8188-1708-1。